# Incertidumbre knightiana
La incertidumbre knightiana en economía es un riesgo que no es medible y que no se puede computar. La idea de incertidumbre knightiana proviene originariamente de los estudios realizados por el economista estadounidense Frank Knight (1885–1972) de la Universidad de Chicago, que fue el primero en distinguir entre los conceptos de riesgo e incertidumbre en su trabajo titulado Risk, Uncertainty, and Profit.

## Impacto
Los matemáticos John Maynard Keynes y Frank Knight discutieron la naturaleza impredecible de los sistemas económicos. Ambos criticaron la aproximación matemática a la economía en términos de utilidad esperada, tal y como fue desarrollada por Ludwig von Mises y otros economistas de la escuela de Viena. Esta incertidumbre aparece en la teoría de la decisión en forma de la paradoja de Ellsberg, que se plantea cuando las personas deben escoger entre dos opciones posibles y la mayoría se decide por aquella en que la probabilidad es conocida. Esto entra en contradicción con el axioma de independencia en la teoría de la decisión. La teoría del cisne negro formulada por el libanés Nassim Nicholas Taleb desarrolla nuevas variantes de incertidumbre.